# Света Троица (Днипро)
„Света Троица“ е православен катедрален храм в град Днипро, Украйна, построена през 19 век по проект на Лудвиг Карл-Боде и Петър Висконти. През целия 19 век тя е наричана или Троицката църква, или църквата Съшествие на светия Дух.

## История
Катедралата „Света Троица“ е построена на мястото на първата градска църква в чест на Казанската икона на Богородица. Малката дървена църква, осветена на 15 януари 1791 г., е вече порутена 40 години по-късно и търговците на града се обръщат за помощ към петербургските архитекти Лудвиг Карл Велики-Боде и Петър Висконти, които проектират църквата „Успение Богородично“. Архитектите завършват и двата проекта едновременно.
Мястото за новата църква е осветено през 1837 година. През 1862 г. започва строителството на камбанарията, която се превръща в най-високата постройка в Екатеринослав (тогавашното име на града). В края на 19 век сградите на храма и камбанарията са свързани помежду си. По-късно са построени домът на духовника и енорийското училище.
През втората половина на 19 век катедралата служи като градска енорийска църква. Според „Епархийски ведомости“ духовенството на катедралата се състои от трима свещеници, един дякон и няколко псалмисти. Духовенството, в допълнение към преките свещенически задължения, участва в работата на църковните административни институции, преподава и проповядва.
През годините на съветската власт, след затварянето на катедралата „Преображение Господне“, тук се премества катедрата управляващия епископ. Епископската къща се намира в съседство; неин пръв обитател е владиката Агапит.
През 30-те години на 20 век, по време на борбата с религията в СССР, катедралата е затворена. Сградата е предадена за склад за фураж. През този период стените на храма са прорязани за изграждане на транспортни ленти. Температурните разлики и мръсотията нанасят големи щети на интериора на катедралата, особено на стенописите.
Богослуженията се възобновяват през 1941 г., след окупацията на града от германските войски. През 1943 г., по време на освобождението на града, ректорът на църквата, протойерей Владимир Капустински, умира. На 27 октомври 1943 г., два дни след освобождението му, протодяконът Иларион е прострелян в двора на църквата (гробът му се намира на територията на катедралата).
През 1944 г. се състои реорганизацията на Днепропетровската епархия и църквата се превръща в катедрала, тоест резиденция на управляващия архиерей. Повишаването на статуса прави възможно започването на големи реставрационни дейности през 1956 г.
В по-ново време са извършени реорганизация на външната и вътрешната украса на църквата и подобряване на околните територии от ректора протойерей Владимир Аксютин, благодарение на подкрепата на владиката Ириней, който оглавява епархията от 1993 г.
Епархийските епископи Андрей (Комаров), Варлаам (Илюшченко), Кронид (Мишченко), ректори на катедралата, разстреляният протодякон Иларион, както и жители на града, станали жертва на германски бомбардировки през 1941 г., са погребани край стените на катедрала.
В катедралата има някои светини: икона на Света Троица с частица от мамврийския дъб, иконата „Плачещият Спасител“, икони на Богородица „Иверска“, „Казанска“, „Достойно ест“, „Самарска“, два кръста-реликварии с частици от мощи на светци, почитани в православието. Сред реликвите са иконостасът на Казанската църква и гробница от катедралата „Св. Николай“ (Брянск).
В катедралата се провеждат ежедневни служби, извършват се требвания. В празнични дни сутрин има две служби: в 7 и 9 ч. В неделя на вечерната служба има акатист, а в събота се извършва миропомазване от управляващия архиерей.